# 銃爪
「銃爪」（ひきがね）は、世良公則&ツイスト（後にツイストと改名）の楽曲で、3枚目のシングルである。1978年8月10日に発売。

## 解説
1978年度に51万枚を売り上げ、1978年度年間売り上げ3位(オリコン調べ)。累計売上では94万枚。TBSの音楽番組『ザ・ベストテン』では、10週連続で1位を獲得した。これは、寺尾聰「ルビーの指環」（1981年）の12週に次ぐ番組2番目の記録である。『第20回日本レコード大賞』の新人賞にもノミネートされたが、世良は受賞を辞退し、レコ大への出演も見送った。
本曲名の「銃爪」は「ひきがね」と読むが、これは世良による造語であり、辞書類には掲載されていない。
サビの部分は、フジテレビのバラエティー番組『めちゃ2イケてるッ!』のコーナー「只今参上 色とり忍者」（第2章）で、罰ゲームの綱引きをする際のBGMとして使われている（ただし、嵐がゲスト出演の第24回を除く）。
後述の坂本冬美によるカバー曲は、ノエビア「コスメティック・ルネッサンス」シリーズのCMソングに使われている。

## 収録曲
全作詞：世良公則 / 作曲：世良公則 / 編曲：世良公則&ツイスト
1. 銃爪 (3:23)
2. cry (3:35)
3. 銃爪（オリジナル・カラオケ） (3:23)
4. cry（オリジナル・カラオケ） (3:33)

## カバー
- 坂本冬美（1996年） - シングル。2003年に発売されたコンピレーションアルバム『ノエビアCMヒッツ！コスメティック ルネッサンス』にも収録。編曲：奥居史生。
- つるの剛士（2015年） - アルバム『つるのうた3』に収録。
- カーリングシトーンズ（2019年） - 世良公則と共演したライブアルバム『カーリングシトーンズ デビューライブ! 〜カーリング・シトーンズと近所の石〜』に収録。
- 松本孝弘（2024年） - アルバム『THE HIT PARADE II』に収録。ボーカルは稲葉浩志。